# Transmile Air Services
Transmile Air Service – malezyjska linia lotnicza cargo z siedzibą w Kuala Lumpur. Głównym węzłem jest port lotniczy Kuala Lumpur-Sułtan Abdul Aziz Shah.